# 人生ゲーム伝説
人生ゲーム伝説（じんせいゲームでんせつ）とは、1991年6月28日にタカラが発売したゲームボーイ用ゲームソフト。

## 概要
マップ1つで行われるボードゲームであり、分岐点はほぼなし。戦略は特に必要とされず、クリアは運が絡む。本作の特徴として非常に「振り出しに戻る」が多い。ただし、グッドエンディングを見るには振り出しに戻ってお金を貯める必要がある。
イベントの内容は「偽占い師に化けて、インチキ占いで大儲け」「戦場の死体から、金目の物を盗む」「大した怪我でも無いのに、大袈裟な事を言って治療費を貰う」など倫理観に欠けたものも目立つ。
カジノではミニゲームを遊ぶことができるが、運に依存する上にリターンが極端に少ない。
イベントごとに異なるグラフィックなどは存在せず、画面にはお金の入った袋が降ってくるか、お金を奪うカラスが表示されるだけ。
ロールプレイングゲーム風のタイトルとパッケージであり、世界観もファンタジー調。
最大4人のプレイヤーで通信プレイできるが、4人で遊ぶには4人用アダプタが必要。

## ストーリー
遠い昔、あるところに莫大な資産を持つ王様がいた。その王様は非常に気まぐれで我侭であり、すべての物事に飽いてしまっていた。
そんな折、王様は城にやって来た国民に国を分け与えることを思いついた。ただし、たくさんの資金を稼いできた者にだけだという。
家臣のいさめる言葉も聞き入れず、御触れが出される。国は城を目指す人々であふれ返ったのであった。

## システム
基本的なシステムは人生ゲーム（ボードゲーム）と同じであり、スロットを回して出た数字分進んでいく。停止したマスごとにイベントが発生し、資金の増減・転職・モンスターとの戦闘などが起こる。コンピューターを含めてすべてのプレーヤーがゴールするとゲーム終了。

## 職業
冒険者
スタート時の職業で、職業イベントで貰える額は100ゴールド。一度転職をしてしまうと戻る事ができない。
剣士
転職の為のコースで200ゴールド稼ぐと転職できる。職業イベントで貰える額は600ゴールド。一見勘違いしがちだが、モンスターとの戦闘で有利ということはない。
盗賊
転職の為のコースで500ゴールド稼ぐと転職できる。職業イベントで貰える額は800ゴールド。勘違いしがちだが、お金を盗む特殊イベントはない。
魔法使い
転職の為のコースで1000ゴールド稼ぐと転職できる。職業イベントで貰える額は1000ゴールド。魔法を使う特別なイベントはない。
商人
転職の為のコースで1500ゴールド稼ぐと転職できる。職業イベントで貰える額は2000ゴールド。商人ではあるが、取引等で有利になることはない。

## 資産
特定のマスに止まると、土地や宝石を購入したり、弟子を連れて行くことができる。ゴール直前の清算時に所持していると、それぞれのレートで清算されて資金に換わる。
弟子
道場のマス止まるごとに1人ずつ付いてくる。清算時に1人につき2000ゴールドで換金される。
土地
不動産屋のマスで500ゴールドで購入できる。清算時に1個につき5000ゴールドで換金されるほか、持金増減イベントが発生する。
宝石
宝石屋のマスで500ゴールドで購入できる。清算時に1個につき10000ゴールドで換金されるほか、国境警備隊イベント時の保険として利用できる。
薬
薬屋のマスで500ゴールドで購入できる。清算時に1個につき10000ゴールドで換金されるほか、毒モンスターイベント時の保険として利用できる。
剣
武器屋のマスで500ゴールドで購入できる。清算時に1個につき10000ゴールドで換金されるほか、モンスター襲撃イベント時の保険として利用できる。

## カジノ
カジノのマスでは、掛け金（200～500ゴールド）を支払い、3つのミニゲームの中からランダムで1つに挑戦できる。
カードめくり
8枚のカードの中から2枚選び同じ絵柄を揃える。配当は掛け金の倍。
スロット
スロットの3つのロールの絵柄を揃える。配当は掛け金の倍。
お金袋の掴み取り
5つの箱からランダムで飛び出す袋を掴みとる。配当は200ゴールド×袋の数。

## 戦闘
ドクロマークのマスに止まると、モンスターの戦闘になる。双方3つずつの宝箱から1つを選び、出てきた数字（1～10のいずれか）が大きい方が勝ちというもの。勝利すれば所持金が400～1000ゴールド増加、敗北すれば200～1000ゴールド減少する。